# Rosie Bonds
Rosie Bonds (eigentlich Rosalyn Bonds, verheiratete Kreidler; * 7. Juli 1944 in Riverside, Kalifornien) ist eine ehemalige US-amerikanische Hürdenläuferin, die sich auf die 80-Meter-Distanz spezialisiert hatte.
Bei den Olympischen Spielen 1964 in Tokio wurde sie Achte.
1963 und 1964 (mit ihrer persönlichen Bestzeit von 10,8 s) wurde sie US-Meisterin.
Ihr Neffe Barry Bonds war ein erfolgreicher Baseballspieler.